# Intencions perverses
Intencions perverses  (Cruel Intentions) és una pel·lícula estatunidenca dirigida per Roger Kumble, inspirada en la novel·la epistolar Les amistats perilloses de Choderlos de Laclos i estrenada el 1999. Ha estat doblada al català.

## Argument
La història té lloc a Manhattan al si de l'alta burgesia americana.
Kathryn Merteuil és una estudiant popular i molt respectada d'una gran universitat americana. Ella i el seu germanastre, Sebastian Valmont, mostren estar be sobre tot en aparença però en realitat, els dos joves rivalitzen en jocs perversos per tenir el màxim de conquestes possibles sense futur. Un dia, Kathryn rep Madame Caldwell i la seva filla, Cécile, per preparar l'entrada de l'adolescent a aquest establiment de renom. En realitat té decidit venjar-se del seu antic xicot, Kurt Reynolds, novament enamorat de Cécile. Per això, demana ajuda a Sébastian per pervertir la jove. Però aquest té altres projectes: seduir la dolça i pietosa Annette Hargrove, la filla del nou director de la universitat. Kathryn li llança llavors un repte: s'oferirà a ell si ho  aconsegueix, haurà de cedir-li el seu descapotable en cas de fracàs. L'aposta està llançada.
El problema sorgeix quan Sebastian s'acosta a l'Annette i, en conèixer-la, acaba enamorant-se'n. La Kathryn no ho accepta i, apel·lant a la seva reputació, fa que deixin la relació. Mentrestant truca a la mare de la Cécile per explicar-li la mala conducta de la jove i posar-la en problemes. Quan Sebastian escriu una carta sincera i vol recuperar el seu amor, un accident de cotxe el mata. Annette fa públic el diari del noi perquè tothom a l'institut conegui com és de debò la seva germanastra i així es vegi jutjada i amb la reputació tacada, el fet que més tem. El film acaba amb l'Annette conduint triomfalment el descapotable de l'aposta.

## Repartiment
- Ryan Phillippe: Sebastian Valmont
- Sarah Michelle Gellar: Kathryn Merteuil
- Reese Witherspoon: Annette Hargrove
- Selma Blair: Cecile Caldwell
- Louise Fletcher: Helen Rosemond
- Joshua Jackson: Blaine Tuttle
- Eric Mabius: Greg McConnell
- Sean Patrick Thomas: Ronald Clifford
- Christine Baranski: Bunny Caldwell
- Tara Reid: Marci Greenbaum
- Swoosie Kurtz: Dr. Greenbaum
- Deborah Offner: Mme Michalak
- Alaina Reed Hall: la infermera

## Rebuda
- "Un encert: l'adaptació més irrespectuosa, divertida, eròtica i original de la novel·la. Amb una excel·lent i ben desenvolupada idea. Millor escrita que dirigida"[3]

## Premis i nominacions

### Premis
- Premi MTV Movie  2000: Millor actriu (Sarah Michelle Gellar) i Millor petó (Selma Blair i Sarah Michelle Gellar).[4]

### Nominacions
- Premi MTV Movie 2000: Millor actor (Ryan Philippe), Millor malvat (Sarah Michelle Gellar) i Millor actriu secundària (Selma Blair).

## Continuacions

### Vídeos
- Una sèrie derivada titulada Manchester Prep i creada pel realitzador del film, Roger Kumble, va estar retinguda una temporada de 13 episodis que havia de començar el setembre de 1999 a la xarxa Fox. La sèrie era una préquel i començava amb l'arribada de Sebastian i l'inici del seu joc amb Kathryn. Però després del rodatge de tres episodis, la cadena anul·la la sèrie abans de la seva difusió. Els tres episodis han estat reunits i les escenes suplementàries han estat rodades per donar un fi a la història i per a afegir escenes més explicites i el projecte es va convertir en una pel·lícula que va sortir directament en vídeo l'any 2000 sota el títol Cruel Intencions 2.
- L'any 2004, un tercer lliurament titulat Cruel Intencions 3 va sortir directament en vídeo, dirigida per Scott Ziehl. Té lloc  després de la primera part però no posa en escena cap personatge dels dos films precedents. El personatge principal del film és Cassidy Merteuil, la cosina de Kathryn.

### Sèrie de televisió
- L'any 2015, la cadena NBC anuncia el desenvolupament d'una sèrie de televisió, continuació dels films amb la participació de Roger Kumble, realitzador dels dos primers lliuraments. La sèrie es desenvoluparà diversos anys després dels esdeveniments del primer film i posarà en escena Bash Casey, el fill de Sebastian i Annette, que descobreix un món sulfurós després d'haver trobat el diari del seu pare. Sarah Michelle Gellar torna al paper de Kathryn, ara adulta i al cap de la societat Valmont Internacional. De moment, només s'ha encomanat un pilot.[5]